# Connecticut Sun 2021
La stagione 2021 delle Connecticut Sun fu la 23ª nella WNBA per la franchigia.
Le Connecticut Sun vinsero la Eastern Conference con un record di 26-6. Nei play-off persero la semifinale con le Chicago Sky (3-1).

## Roster
| N° | Naz.                   | Ruolo | Sportivo                 | Anno | Alt. | Peso |
| -- | ---------------------- | ----- | ------------------------ | ---- | ---- | ---- |
| 1  | Stati Uniti (bandiera) | A     | Beatrice Mompremier      | 1996 | 193  | 86   |
| 2  | Stati Uniti (bandiera) | G     | Natisha Hiedeman         | 1997 | 1703 | 57   |
| 3  | Stati Uniti (bandiera) | GA    | Kaila Charles            | 1998 | 185  | 76   |
| 4  | Stati Uniti (bandiera) | A     | Stephanie Jones          | 1998 | 191  | 84   |
| 5  | Stati Uniti (bandiera) | G     | Jasmine Thomas           | 1989 | 175  | 66   |
| 11 | Stati Uniti (bandiera) | G     | Aleah Goodman            | 1998 | 175  | 69   |
| 20 | Stati Uniti (bandiera) | GA    | Briann January           | 1987 | 173  | 65   |
| 21 | Stati Uniti (bandiera) | GA    | DiJonai Carrington       | 1998 | 180  | 79   |
| 24 | Stati Uniti (bandiera) | GA    | DeWanna Bonner           | 1987 | 193  | 65   |
| 25 | Stati Uniti (bandiera) | A     | Alyssa Thomas            | 1992 | 188  | 84   |
| 32 | Stati Uniti (bandiera) | A     | Emma Cannon              | 1989 | 188  | 86   |
| 32 | Stati Uniti (bandiera) | G     | Shatori Walker-Kimbrough | 1995 | 175  | 64   |
| 35 | Bahamas (bandiera)     | A     | Jonquel Jones            | 1994 | 198  | 86   |
| 42 | Stati Uniti (bandiera) | A     | Brionna Jones            | 1995 | 191  | 104  |

## Staff tecnico
- Allenatore: Curt Miller
- Vice-allenatori: Brandi Poole, Chris Koclanes
- Preparatore atletico: Nicole Alexander
- Preparatore fisico: Analisse Rios